# Delia hudsonica
Delia hudsonica este o specie de muște din genul Delia, familia Anthomyiidae, descrisă de Griffiths în anul 1993.
Este endemică în Saskatchewan. Conform Catalogue of Life specia Delia hudsonica nu are subspecii cunoscute.